# 北卡纳布拉瓦
北卡纳布拉瓦是巴西马托格罗索州的一个市镇。总面积3449.984平方公里，总人口5401人，人口密度1.6人/平方公里。